# Aftonbladet
Aftonbladet (LITERALMENTE A Folha da Tarde;  PRONÚNCIA) é um jornal diário sueco, de tendência social-democrata independente, publicado na forma de tablóide e com sede da redação em Estocolmo.                                                                                                     

## História

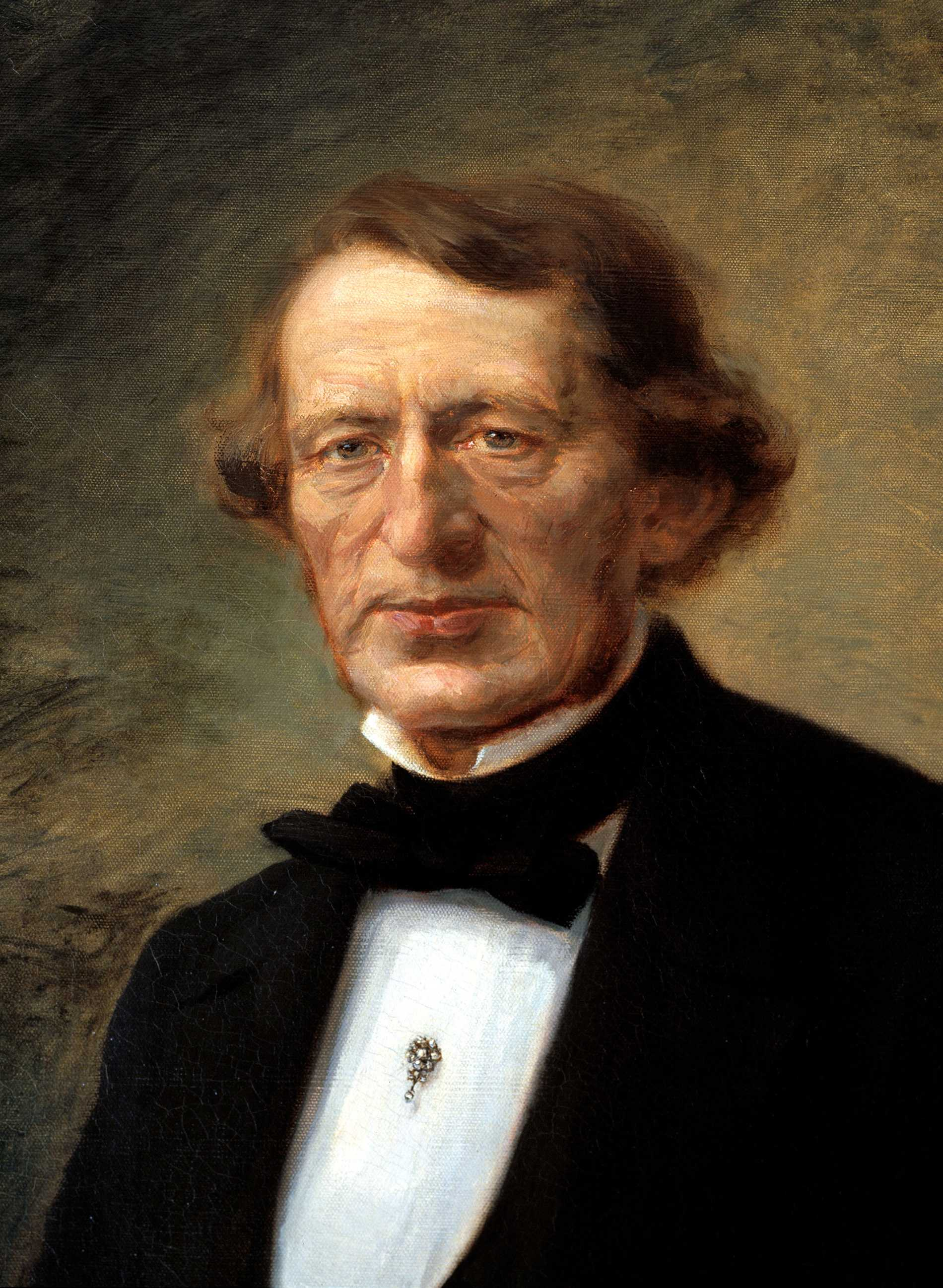
Lars Johan Hierta, fundador do Aftonbladet

Fundado em 1830, por Lars Johan Hierta, um influente político sueco e homem de negócios, o novo tabloide logo passaria a ser um veículo para criticar o Rei Carlos XIV. Durante esse período, o Aftonbladet foi censurado em 26 ocasiões e chegou a circular usando um novo nome, "Det Andra Aftonbladet" (A segunda Folha da Tarde) mas mantendo o mesmo estilo, até ser finalmente autorizado pelo rei.
Durante sua existência, o Aftonbladet teve diferentes linhas editoriais. Começou como um jornal de ideias liberais e passou a ser conservador de 1890 até 1921, neste período o editor chefe era Harald Sohlman.
Em 1929, o jornal ficou sob o controle da família Kreuger, época em que a maioria das ações foi comprada pela Swedish Match, grande produtora de tabaco. A partir de então, a linha editorial do tabloide passou a ser mais neutra e em 1932 o jornal foi a favor do governo de Per Albin Hansson, presidente social democrata do país. No entanto, o diário retornou a posições liberais e, anos mais tarde, durante a Segunda Guerra Mundial, voltou a alterar a sua linha editorial para defender o exército nazista. Acredita-se que os editores do jornal sofreram influência por parte dos agentes alemães simpatizantes do movimento nazista.
Em 8 de outubro de 1956, Torsten Kreuger vende o jornal para a Confederação Sueca de Sindicatos. Embora durante os primeiros meses a circulação do Aftonbladet diminuiu drasticamente, nos anos 1960 esse número aumenta passando para uma tiragem de 507.000 exemplares.
A linha editorial do jornal se torna social-democrata, esta mantida até os dias de hoje, e temas de protesto social são introduzidos. Além disso o tabloide passou a competir com outra publicação, Expressen.
Nos anos 1990 o Aftonbladet sofreu uma grave crise econômica e muitos começaram a questionar se a Confederação dos Sindicatos poderia manter o jornal. Em 2 de maio de 1996, o grupo norueguês Schibsted comprou 49,9% das ações do tabloide, porém a Confederação dos Sindicatos continuou como acionista majoritária mantendo o controle da linha editorial da publicação. Um ano mais tarde o Aftonbladet se tornou o jornal mais lido na Suécia, após superar seu rival Expressen.
Além da edição impressa, o Aftonbladet tem um site que é um dos mais visitados da Suécia e um canal de televisão chamado Aftonbladet TV7.
Atualmente o diário conta com aproximadamente 1.400.000 leitores, cerca de 15% da população sueca, sendo o mais vendido do país.

## Críticas

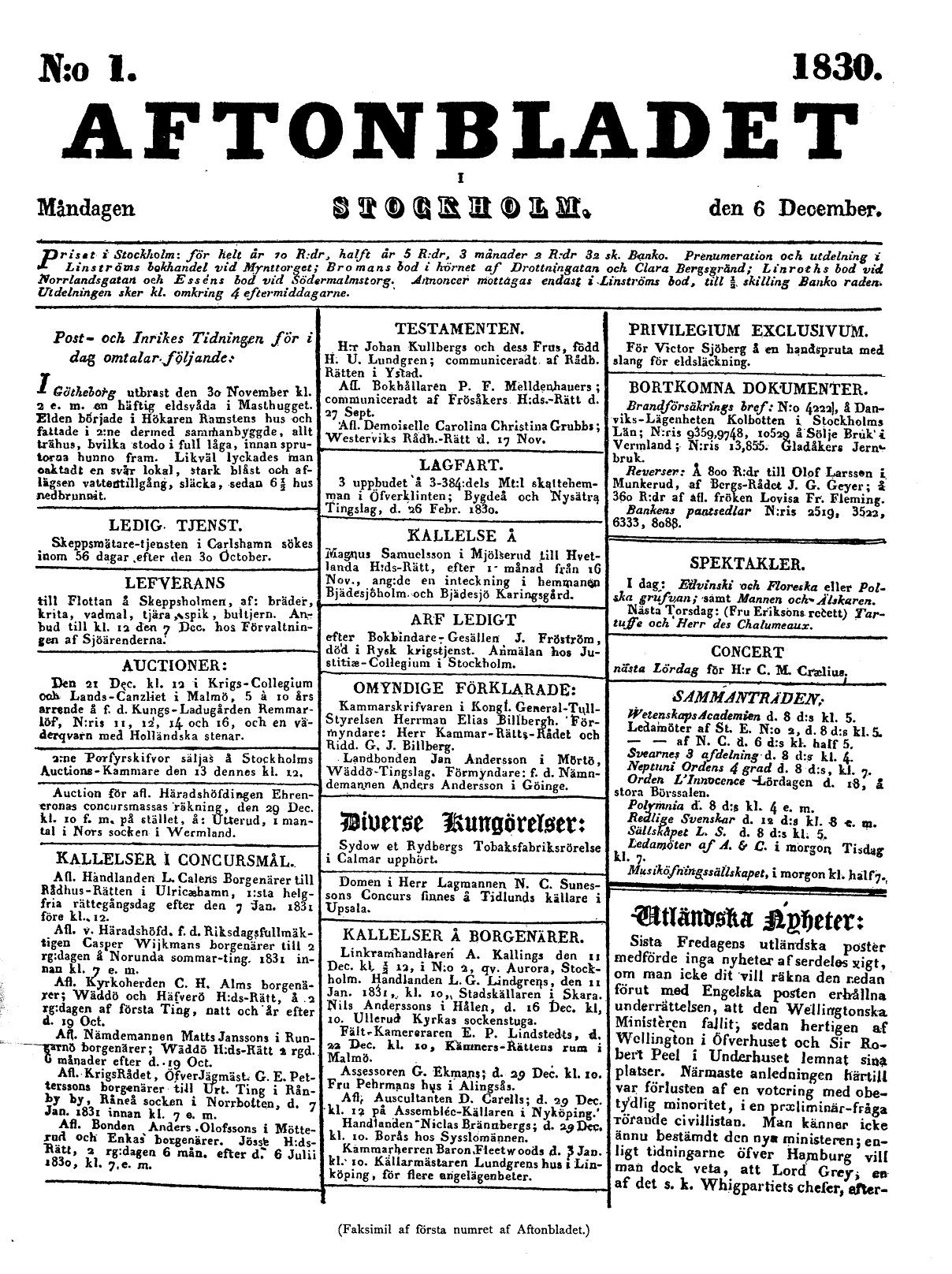
A primeira página da primeira edição do Aftonbladet

As principais queixas sobre o jornal se baseiam no fato dele dedicar maior atenção ao  tratamento de informações sobre questões que poderiam ser descritas como  sensacionalistas, como um enfoque especial nos esportes ou notícias sobre celebridades e TV. No final de 2006, o jornalista Peter Kadhammar criticou o fato de o seu próprio jornal mostrar um romance de uma famosa personalidade da TV em vez de dar maior enfoque à cobertura da Guerra do Iraque.
　